# Eupodium
Eupodium es un género de helechos perteneciente a la Familia de las Marattiaceae. Comprende 4 especies descritas y de estas, solo 3 aceptadas.

## Taxonomía
El género fue descrito por John Smith y publicado en Journal of Botany, being a second series of the Botanical Miscellany 4: 190. 1841. La especie tipo es: 'Eupodium kaulfussii (J. Sm.) Hook.

## Especies aceptadas
A continuación se brinda un listado de las especies del género Eupodium aceptadas hasta julio de 2015, ordenadas alfabéticamente. Para cada una se indica el nombre binomial seguido del autor, abreviado según las convenciones y usos.	
- Eupodium kaulfussii (J. Sm.) Hook.
- Eupodium laeve (Sm.) Murdock
- Eupodium pittieri (Maxon) Christenh.